# Dick Casablancas
Dick Casablancas è un personaggio della serie televisiva della The CW Veronica Mars che debuttò sul canale UPN. È interpretato da Ryan Hansen. Fa parte del cast regolare dalla seconda stagione.

## Biografia
Dick è il figlio dei uno dei più ricchi uomini di Neptune, California. Ha 20 anni ed è del segno dell'ariete. Fa parte degli 09ers ed è in amicizia con Logan Echolls. Sebbene nella prima stagione non abbia un ruolo molto importante, i telespettatori scoprono che egli è (o per lo meno dice di essere) uno sciupafemmine, è stato un surfista e fa il bullo con i ragazzi poveri, specialmente con Veronica. Alla fine della prima stagione apprendiamo che Dick diede durante un party alla sua ragazza Madison Sinclair un drink drogato con il GHB che Madison passò a Veronica. In seguito Dick incoraggiò suo fratello Cassidy "Beaver" Casablancas a stuprare Veronica mentre era sotto l'effetto della droga.
Dick si dimostra sempre particolarmente crudele col fratello minore Cassidy "Beaver" Casablancas durante la serie. Dick e suo padre vedono infatti Beaver come un debole e commettono del bullismo psicologico su di lui ignorandolo totalmente (contribuendo a peggiorare il già fragile equilibrio del ragazzo).
I genitori di Dick sono separati e la madre è andata via di casa, lui e Cassidy vivono  con il padre e con la nuova compagna, Kendall, una ragazza bellissima e seducente, poco più grande di lui. Quando il padre scappa quando vengono scoperte le sue frodi immobiliari, Dick diventa il capofamiglia, dato che la madre si disinteressa totalmente di lui e del fratello. Dick allora gestisce i soldi di famiglia e la casa ma impone alla matrigna di restare solo se farà da cameriera.
Dick diventa un personaggio del cast regolare nella seconda stagione. In seguito Dick viene lasciato da Madison per un uomo più grande (Sceriffo Don Lamb) e comincia così ad uscire con Gia Goodman, una studentessa del Neptune High e figlia del sindaco Woody Goodman. Dick e Gia però si lasciano e Dick torna con Madison.
Nella terza stagione, sua madre lo ha spinto a frequentare l'Hearst College, fa parte della confraternita dei Pi Sigma Sigma. La vita di Dick ha comunque subito una grossa scossa a causa del suicidio del fratello Beaver in quanto egli si senta in colpa per averlo sempre trattato male nonostante Beaver fosse un bravo ragazzo.
Dick vive con Logan al Neptune Grand dopo che ubriaco è stato espulso dal dormitorio dell'Hearst College. Da allora Dick torna ad essere quello di sempre.
Dick inoltre si sposa a Las Vegas ma il matrimonio dura poche ore a causa di futili motivi.
La stabilità acquistata da Dick sembra dissolversi quando suo padre torna deciso a costituirsi per la sua frode. In un impeto di debolezza, Dick capisce quanto gli pesi il suicidio di Beaver poiché lo aveva sempre trattato male. Dick arriva a pensare che il suicidio di suo fratello sia in parte colpa sua. Comincia così ad ubriacarsi e domanda a Logan se la sera in cui Beaver si suicidò egli tentò di fermarlo o lo lasciò fare.
Dick è costretto così a passare del tempo con suo padre e questo sembra aiutarlo a passare oltre il proprio passato e cercare di cambiare in meglio. Nell'ultimo episodio della stagione Dick si scusa, sembrerebbe sinceramente, con Cindy "Mac" Mackenzie per il modo in cui trattò lei e Beaver. Secondo il tipico modo di fare alla Dick, dopo essersi scusato prova a baciare Mac.

## Apparizioni

### Stagione 1
- 1x02 Questione di fiducia
- 1x03 Julia e John
- 1x06 Il nuovo presidente
- 1x07 La ragazza della porta accanto
- 1x08 Come una vergine
- 1x13 Il signore dell'anello
- 1x17 Il mistero dei Kane
- 1x20 Padre innamorato
- 1x21 Visita dal dentista
- 1x22 La confessione

### Stagione 2
- 2x01 Normalità
- 2x02 L'autista
- 2x03 Tradimenti
- 2x06 Verso la luce
- 2x07 Il castigo di un bimbo
- 2x10 Il verdetto
- 2x11 Il rapimento
- 2x12 La svolta
- 2x13 La gita finale
- 2x14 La lista segreta
- 2x15 La sposa in fuga
- 2x16 L'amico del college
- 2x18 Incubi ricorrenti
- 2x20 Guardarsi alle spalle
- 2x22 Nessuna foto

### Stagione 3
- 3x01 Il comitato di benvenuto
- 3x02 Dietro la porta
- 3x03 Il giocatore di Witchita
- 3x04 Charlie, mio fratello
- 3x08 L'altra faccia dell'amore
- 3x09 Notte da incubo
- 3x10 L'amore per gli animali
- 3x12 La figlia del reverendo
- 3x13 Gioco pericoloso
- 3x16 Graffiti anti-americani
- 3x17 La rockstar
- 3x18 Progetti per le vacanze
- 3x19 Piove sul bagnato
- 3x20 La vendetta